# Хрустальная (станция)
Хруста́льная — станция Свердловской железной дороги. Находится на 1786-м километре главного хода Транссиба. Начальный пункт Южного обхода Екатеринбургского узла (линия Хрустальная — Решёты — Седельниково — Арамиль — Косулино). Названа по горе Хрустальной, находящейся в 8 километрах к востоку от станции.
Железнодорожная станция находится в посёлке Хрустальная, в муниципальном округе Первоуральск Свердловской области.
Известна станция благодаря одноимённой турбазе, самой крупной на Урале, расположенной километром севернее.
Станция Хрустальная — первая азиатская станция Транссибирской магистрали.